# 30 de setembre
El 30 de setembre és el dos-cents setanta-tresè dia de l'any del calendari gregorià i el dos-cents setanta-quatrè en els anys de traspàs. Queden 92 dies per finalitzar l'any.

## Esdeveniments
Països Catalans
- 1706, València: Carles III hi arriba per jurar els Furs de València.[1]
- 1928, l'Havana: Primera reunió de l'Assemblea Constituent del Separatisme Català.
- 2004, Catalunya: la sanitat pública hi comença a administrar gratuïtament la píndola de l'endemà.
- 2005, Barcelona: el Parlament de Catalunya hi aprova el projecte de nou Estatut d'Autonomia amb el vot favorable de vuit novenes parts de la cambra (88,88%, tots els partits excepte el PPC).

Resta del món
- 1342, Morlaix, Bretanya: es lliura la batalla de Morlaix, entre francesos i anglesos en el marc de la Guerra dels Cent Anys.
- 1399, Regne d'Anglaterra: després de fer abdicar Ricard II amb el suport de la Cambra dels Comuns, Enric IV se'n proclama rei.
- 1868, Sant Sebastià, Guipúscoa, País Basc: Isabel II s'exilia d'Espanya, fet que donarà pas a la constitució d'un govern provisional dirigit pels generals Prim i Serrano.
- 1888, Londres, Anglaterra: Jack l'Esbudellador hi assassina la tercera i la quarta víctimes, Elizabeth Stride i Catherine Eddowes.[2]
- 1960, Estats Units: s'estrena la sèrie sèrie d'animació d'Els Picapedra (en anglès The Flintstones) de la productora Hanna Barbera Productions a la cadena estatunidenca ABC.
- 1966, Botswana: el país declara la independència de l'imperi Britànic.[3]
- 1982, Biarritz, Lapurdi, País Basc: ETA Político-Militar, després de celebrar la VII Assemblea, hi anuncia que abandona la lluita armada.
- 2004, Moscou, Rússia: el govern ratifica el Protocol de Kioto i així ja es podrà aplicar a tot el món.[4]
- 2004, Oceà Pacífic: s'enregistren les primeres imatges d'un calamar gegant viu, a 600 quilòmetres al sud de Tòquio.
- 2009, Sumatra: Un terratrèmol hi deixa més d'un miler de morts.

## Naixements
Països Catalans
- 1855, València: Josep Benlliure i Gil, pintor valencià (m. 1937).[5]
- 1867, Mataró: Joaquim Cassadó i Valls, compositor i organista català (m. 1926).
- 1880, El Prat de Llobregat: Francesc Gallart i Monés, digestòleg català (m. 1960).[6]
- 1910, Sabadell: Josep Torrella i Pineda, escriptor i historiador català.
- 1914, Ribes de Freser: Llàtzer Escarceller, actor de cinema, teatre i televisió.
- 1914, Sabadell: Antoni Llonch i Gambús, industrial tèxtil i alcalde sabadellenc.
- 1917, Ivars d'Urgell: Ireneu Segarra i Malla, músic català i director de l'Escolania de Montserrat durant quaranta-cinc anys (m. 2005).
- 1918, Torroella de Montgrí: Agustí Monguilod i Andreu, instrumentista de tenora i violí (m. 2005).
- 1959, La Pobla de Lillet: Montserrat Corominas Guiu, biòloga i genetista catalana.[7]
- 1960, Barcelona: Victor Amela Bonilla, periodista i escriptor català.
- 1962, Barcelona: Rosa Maria Serra Reixach, escriptora catalana.[8]
- 1969, Sant Lluís, Menorca: Alícia Sintes Olives, física teòrica, investigadora balear.[9]
- 1981, Sabadell: Marta Farrés i Falgueras, llicenciada en Ciències Polítiques i de l'Administració, alcaldessa de Sabadell des del 2019.[10]

Resta del món
- 1861, La Corunya: Sofia Casanova, escriptora i periodista i primera espanyola corresponsal en un país estranger (m. 1958).[11]
- 1870, Lilla, França: Jean Baptiste Perrin, físic i químic francès, Premi Nobel de Física de 1926 (m. 1942).[12]
- 1882, Neustadt an der Weinstraße (Imperi Alemany): Hans Geiger, físic alemany (m. 1945).[13]
- 1882, Sæby (Dinamarca): Eva Aggerholm, escultora avantguardista espanyola d'origen danès (m. 1959).[14]
- 1898, Lilla (França): Renée Adorée, actriu de cinema.[15]
- 1903, Glen Dale, Virgínia de l'Oest: Bernice Eddy, viròloga i epidemiòloga estatunidenca.[16]
- 1905, Leeds (Anglaterra): Nevill Francis Mott, físic anglès, Premi Nobel de Física de l'any 1977 (m. 1996).[17]
- 1910, Logronyo, La Rioja: Lola Rodríguez Aragón, soprano espanyola, mestra de grans cantants (m. 1984).[18]
- 1920, Xangai, Xina: Eileen Chang, escriptora en llengua xinesa i anglesa (m. 1995).[19]
- 1921, Helensburg, Escòcia: Deborah Kerr, actriu britànica, cèlebre en el cinema de Hollywood dels anys 50 (m. 2007).[20]
- 1924, Nova Orleans (Louisiana, EUA): Truman Capote, escriptor estatunidenc (m. 1984).[21]
- 1928, 
  - Sighetu Marmației (Romania): Elie Wiesel, escriptor estatunidenc d'origen romanès, Premi Nobel de la Pau de l'any 1986 (m. 2016).[22]
  - L'Havana (Cuba)ː Mirta Díaz-Balart, primera dona de Fidel Castro (m. 2024).[23]
- 1931, Kulm, Dakota del Nord (EUA): Angie Dickinson, actriu estatunidenca.[24]
- 1939, Rosheim, Alsàcia (França): Jean-Marie Lehn, químic francès, Premi Nobel de Química de l'any 1987.[25]
- 1943, Zusamaltheim, Baviera (Alemanya): Johann Deisenhofer, bioquímic alemany, Premi Nobel de Química de l'any 1988.[26]
- 1950, Ciutat de Mèxic, Mèxic: Laura Esquivel, escriptora mexicana autora de la cèlebre novel·la Com aigua per a xocolata.[27]
- 1951, Kalgoorlie (Austràlia): Barry Marshall, metge australià, Premi Nobel de Medicina o Fisiologia de l'any 2005.[28]
- 1956, Edmonton, Canadà: Melissa Franklin, física de partícules experimental, professora a la Universitat Harvard.[29]
- 1960, Salamanca, Espanya: Ramón García Mateos, poeta i professor espanyol.
- 1962, Amsterdam, Països Baixos: Frank Rijkaard, jugador i entrenador de futbol neerlandès.
- 1968, Città di Castello, Itàlia: Monica Bellucci, actriu i model italiana.
- 1972, Rouen, França: François Sarhan, compositor francès.
- 1975, París, França: Marion Cotillard, actriu francesa.[30]
- 1980, Kosice: Martina Hingis, jugadora professional de tennis de nacionalitat suïssa, diversos cops número u del món.[31]

## Necrològiques
Països Catalans
- 992, la Seu d'Urgell, Comtat d'Urgell: Borrell II, comte de Barcelona, Girona, Osona i Urgell.
- 1914, Sant Feliu de Guíxols: Esteve Garreta i Roig, compositor català (n. 1850)
- 1920, València: Josep Aguirre Matiol, poeta valencià (n. 1842).
- 1972, Els Hostalets d'en Bas: Mercè Bayona i Codina, poetessa catalana (n. 1903).[32]
- 1992, Albuixech, Horta Nord: Miguel Ambrosio Zaragoza, conegut com a Ambrós, dibuixant de còmics valencià i autor d’El Capitán Trueno entre altres (79 anys).
- 2010, Barcelona: Joan Triadú i Font, escriptor, pedagog i activista cultural català (n. 1921).[33]
- 2011, Barcelona: Pilar Barril, jugadora de tennis, onze cops campiona de Catalunya i vint-i-un campiona d'Espanya (n. 1931).[34]
- 2018 - Viladecans, Baix Llobregat: Ramon Parés i Farràs, biòleg, Medalla Narcís Monturiol l'any 1986.

Resta del món
- 420, Betlem (Palestina): Sant Jeroni d'Estridó, escriptor i teòleg, autor de la Vulgata, traducció de la Bíblia al llatí.
- 1626, Manxúria: Nurhaci, emperador xinès.
- 1627, Pequín, Xina: Zhu Youxia, Emperador Tianqi, penúltim emperador de la dinastia Ming (n. 1605).[35]
- 1704, Zhili -actual Hubei, (Xina): Yan Yuan (en xinès 颜元; pinyin Yán Yuán) també anomenat Xizhai(en xinès 习斋; pinyin Xízhāi), erudit xinès, escriptor, historiador, filòsof i pedagog de la dinastia Qing (n. 1635).[36]
- 1833, Riga, Letònia: Anton Ludwig Heinrich Ohmann, cantant, director d'orquestra, violinista i compositor alemany.
- 1888, Lenox, Massachusetts: Eunice Newton Foote, física i climatòloga pionera (n. 1819).[37]
- 1897, Lisieux: Teresa de Lisieux, religiosa carmelita francesa i Doctora de l'Església, que la té per santa (n. 1873).[38]
- 1914: Yu Gil-jun, polític i filòsof coreà.
- 1923, París, Rosalie de Fitz-James: aristòcrata i salonnière francesa (n. 1862).[39]
- 1955, San Francisco, Estats Units: James Dean, actor de cinema estatunidenc.
- 1974, Buenos Aires, Argentina: Carlos Prats, militar xilè.
- 1985, Autheuil-Authouillet, França: Simone Signoret, actriu francesa.[40]
- 1989, Nova York (USA): Virgil Thomson, compositor estatunidenc (n. 1896).[41]
- 1990, Sydney, Austràlia: Patrick White, escriptor australià, Premi Nobel de Literatura del 1973 (78 anys).[42]
- 1994, París (França): André Lwoff, microbiòleg francès, Premi Nobel de Medicina o Fisiologia de l'any 1965 (n. 1902).[43]
- 1998, Milà (Itàlia): Bruno Munari, artista i dissenyador italià (n. 1907).[44]
- 2014, Palo Alto, Califòrnia (EUA): Martin Lewis Perl, físic estatunidenc, Premi Nobel de Física de l'any 1995 (n. 1927).[45]
- 2019, Nova York (EUA): Jessye Norman, cantant d'òpera estatunidenca (n. 1945).[46]

## Festes i commemoracions
- Dia internacional de la traducció, proposat el 1991 per la Federació Internacional de Traductors.
- Santoral:
  - Raquel, muller del patriarca Jacob i mare dels patriarques Josep i Benjamí.
  - Sant Jeroni, doctor de l'Església, patró dels llibreters;
  - Antoní de Piacenza, màrtir;
  - Gregori l'Il·luminat, bisbe;
  - Francesc de Borja, jesuïta;
  - beat Francesc Crusats.